# Tour de l'horloge de Dubrovnik

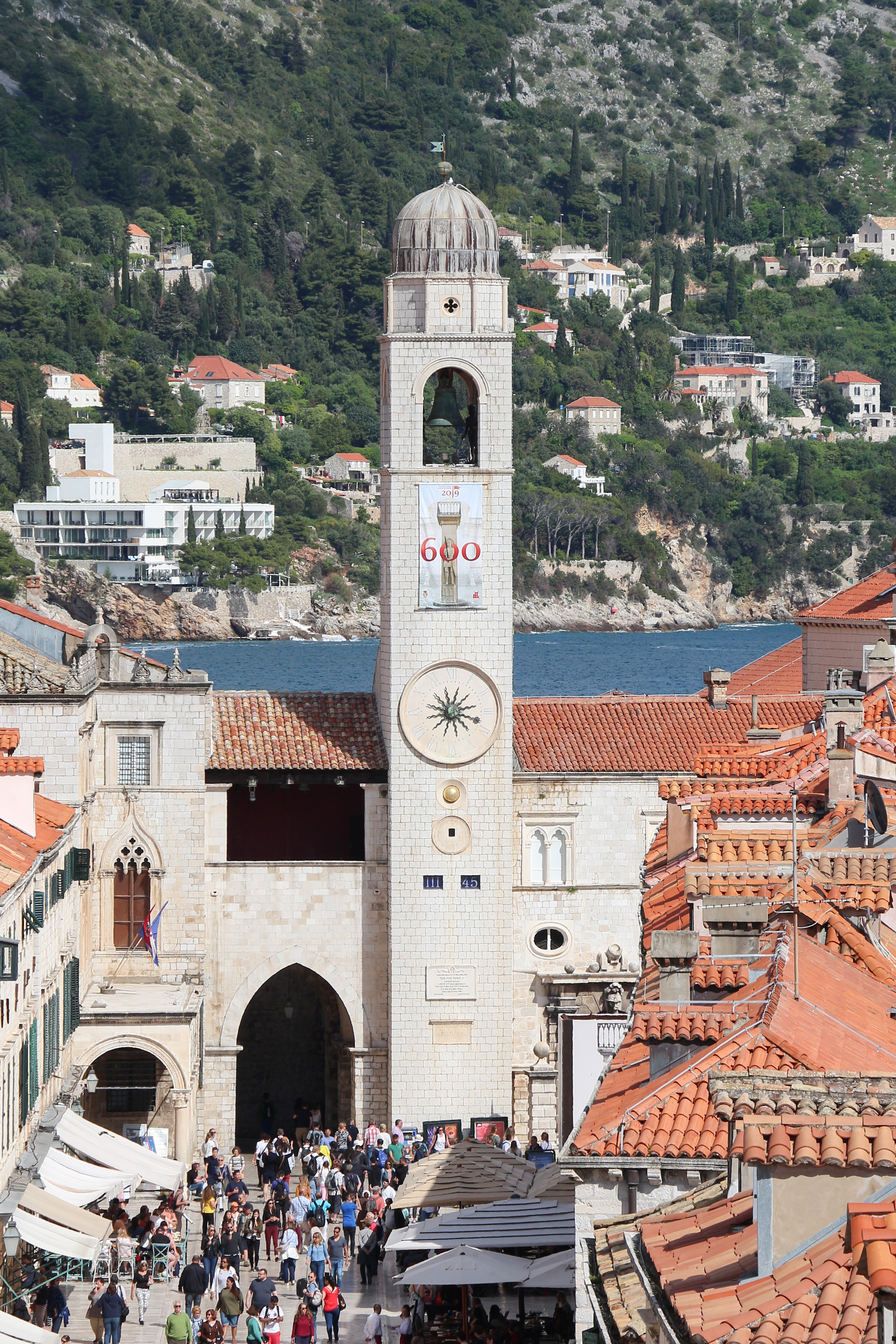
Tour de l'horloge de Dubrovnik

La Tour de l'horloge de Dubrovnik (en croate : Gradski zvonik) est une tour à Dubrovnik, en Croatie.
Située sur la place Luža au bout du Stradun, la tour mesure 31 mètres de haut .

## Histoire et description
Construite à l'origine en 1444, la tour a subi des dommages lors du tremblement de terre de Dubrovnik en 1667 ,  parmi d'autres tremblements de terre. Ayant commencé à pencher vers le Stradun au début du XIXe siècle, elle a été démolie en 1928  et entièrement reconstruite selon la conception originale en 1929 . Elle a été à nouveau endommagée lors du tremblement de terre au Monténégro en 1979 et restaurée en 1987-1988 .
La cloche en bronze qui sonne les heures a été coulée en 1506 par Ivan Rabljanin .
Les deux jacquemarts en bronze qui frappent la cloche sont appelés Maro et Baro, ou les Zelenci (verts), en raison de leur patine verte. Les Zelenci actuels sont des répliques installées dans la tour reconstruite en 1929. Les Zelenci originaux d'environ 1478 sont maintenant exposés au musée d'histoire culturelle du palais du Recteur .